# Szántóffy Antal
Szántóffy Antal, Ackermann (Pécs, 1813. június 6. – Esztergom, 1880. február 3.) esztergomi kanonok.

## Élete
Bölcseleti tanulmányait Nagyszombatban, a teológiát a bécsi Pazmaneumban végezte. 1836. június 27-én pappá szenteltetett és a budavári plébániára rendelték káplánnak. 1844-ben Ackermann családi nevét Szántóffyra váltóztatta. 1846. februárban Pest-Józsefváros plébánosának választatott és 1848-ban helyettes, 1849. decemberében valóságos alesperes lett; 1850-ben átment a Lipótvárosba, 1851-ben somlóvásárhelyi címzetes prépost, 1854. április 20-án budavári plébános lett. Ugyanezen évben a pápa tiszteletbeli kamarása címet és 1860. augusztus 31-én a Lipót-rend kis keresztjét kapta. 1861. április 27-én esztergomi kanonok, június 18-án a központi papnevelő kormányzója, 1865. április 20-án székesegyházi plébános lett. 1870. május 15-én nógrádi főesperessé és 1874-ben szenttamási préposttá lépett elő.
Cikkei közül nevezetesebbek: a Danielik Emlékkönyvében (Eger, 1852. I. A művészet befolyása a vallásosság- és erkölcsösségre, II. A katholikus liturgia szüksége és magasztosságáról); a Religióban (1854. Budapest és környéke hajdani szent építményei), a Magyar Sionban (1867. Az esztergomi Bakács-kápolna története, 1869. Bakács Tamás végrendelete); az Egyetemes Magyar Encyclopaediának is munkatársa volt.

## Munkája
- Bericht und Ausweis der Kleinkinderbewahranstalt. Pest, 1845.